# فاسانيلو
فاسانيلو هي كومونا في مقاطعة Viterbo في منطقة لاتسيو الإيطالية ، وتقع على بعد حوالي 80 كيلومتر (50 ميل) شمال GRA ( روما ) وحوالي 27 كيلومتر (17 ميل) شرق فيتربو .

## المعالم السياحية الرئيسية
- قلعة أورسيني (القرن الثاني عشر). إنه بناء طوف مع أربعة أبراج أسطوانية
- سانتا ماريا أسونتا - كنيسة من القرن الحادي عشر بُنيت فوق معبد روماني سابق.
- سان سالفاتور - كنيسة من القرن الحادي عشر توجد أيضًا في الطف. يحتوي على برج جرس من القرن الثالث عشر مع نوافذ مائلة و spolia الرومانية القديمة.

## المدن التوأم
- أوسنيس، النرويج دشانغ، الكاميرون

## روابط خارجية
- الموقع الرسمي